# Georges Platon
Georges Platon, né le 22 avril 1859 à Pujols (Gironde) et mort le 28 février 1917, est un bibliothécaire et auteur juridique français.
Bibliothécaire à la Bibliothèque universitaire de Droit de Bordeaux, il est mort pendant la Première Guerre mondiale.

## Biographie
Georges Platon, de son nom de naissance Jean-Georges Platon, est issu d'une famille protestante d'origine cévenole. Il épouse Jeanne Labonne, professeure à l'École normale d'institutrices de Bordeaux, dont il a deux fils, Charles Platon en 1886 et Georges Platon en 1889.
Il est d'abord professeur de philosophie au collège de Bazas. Affecté de bégaiement, il renonce en 1880 à cette profession et entame des études à l'École des hautes études. Il rejoint alors les bibliothèques et devient en 1888 le premier bibliothécaire professionnel de la Bibliothèque universitaire de Droit de Bordeaux. Il y reste 31 ans, jusqu'à sa mort à 58 ans pendant la Première Guerre mondiale.
Son évolution personnelle le conduit du rationalisme au protestantisme et enfin au catholicisme.

## Œuvre universitaire juridique, historique et sociale
Georges Platon jouit d'une réputation de savant reconnu en matière juridique auprès des grands juristes de son temps. Il est docteur en droit en 1903, sa thèse portant sur le droit andorran. Il mène notamment de nombreuses recherches de juriste et de sociologue sur la période franque, cherchant à en caractériser la société, certaines règles juridiques ou le rapport à la monarchie. Ses spécialités relèvent du droit public et de l'économie politique. Ses périodes historiques de prédilection sont principalement le Moyen âge français (y compris Andorre) et grec (histoire byzantine),.
Ses recherches le portent également vers la philosophie et l'histoire sociale, domaine dans lesquels ses analyses sont reconnues pour leur érudition et leur perspicacité,. Il fait partie des quatre fondateurs de la revue Le Moyen Âge et collabore à la revue Le devenir social.
Ses thèses politiques et économiques pâtissent d'un amalgame hâtif entre judaïsme et capitalisme.
Georges Platon prend également part à des nombreuses polémiques religieuses, notamment par de franches prises de position sur les questions de laïcité.
Il publie certaines de ses œuvres sous le pseudonyme de Georges Paturini.

## Publications
- Du droit de la famille dans ses rapports avec le régime des biens en droit andorran, Bordeaux, 1903
- La démocratie et le régime fiscal à Athènes, à Rome & de nos jours, Le devenir social, 1899
- Le mallus ante theoda vel Thunginum et le Mallus legitimus : contribution à l'étude du droit germanique, Bordeaux, P. Chollet, 1889
- « L'hommage féodal comme moyen de contracter des obligations privées », Revue générale du droit, de la législation et de la jurisprudence en France et à l'étranger, 1902
- « La scriptura de terc en droit catalan », Revue générale du droit, de la législation et de la jurisprudence en France et à l'étranger, 1903
- « Mémoires sur les sciences occultes. Magnétisme animal et magie, le destin de l’individu, essai sur les apparitions des esprits et ce qui s’y rattache», trad. et préface Georges Platon, Paris, P. Leymarie, 1912